# Robert Altman
Robert Bernard Altman (/ˈɔːltmən/; 20 tháng 2 năm 1925 - 20 tháng 11 năm 2006) là một đạo diễn phim, nhà biên kịch, nhà sản xuất phim người Mỹ. Ông được đề cử 5 lần cho giải Oscar cho đạo diễn xuất sắc nhất và được coi là nhân vật tiêu biểu cho thời đại New Hollywood. Altman được coi là phi chính thống khi các phim của ông làm đều theo chủ nghĩa tự nhiên nhưng có tầm nhìn phong cách không giống hầu hết các phim của Hollywood. 
Ông luôn được xếp hạng là một trong những nhà làm phim vĩ đại nhất và có ảnh hưởng nhất trong lịch sử.
Phong cách làm phim của ông là duy nhất trong số các đạo diễn cùng thời. Phim của ông bao gồm hầu hết các thể loại, nhưng với một phong cách "nổi loạn", thường dựa vào châm biếm và hài hước để thể hiện tầm nhìn cá nhân của ông. Altman đã phát triển một danh tiếng của ông theo kiểu "chống Hollywood", không theo khuôn mẫu trong cả chủ đề phim và phong cách đạo diễn phim. Tuy nhiên, các diễn viên đặc biệt ưa thích làm việc dưới sự chỉ đạo của ông vì ông đã khuyến khích họ ứng biến, do đó đã tạo cảm hứng cho sự sáng tạo của diễn viên.
Ông thích chuẩn bị một kho quần áo lớn cho các bộ phim của mình, và phát triển một kỹ thuật quay phim multitrack để sản xuất các đoạn phim có đối thoại chồng lấn của nhiều diễn viên. Điều này tạo ra một kinh nghiệm vừa phức tạp hơn, vừa tự nhiên hơn, năng động hơn cho người xem. Ông cũng sử dụng các máy ảnh làm việc di động cao và ống kính zoom để tăng cường cho các hành động diễn ra trên màn hình. Nhà phê bình Pauline Kael khi viết về phong cách chỉ đạo của ông, nói rằng Altman có thể "làm cho kịch tính của bộ phim xảy ra ở chỗ gần như không có gì."
Năm 2006, Viện Hàn lâm Khoa học và Nghệ thuật Điện ảnh ghi nhận công lao của Altman với một giải Oscar danh dự. Mặc dù đã được đề cử 5 lần nhưng ông chưa từng chính thức giành giải Oscar. Các phim MASH (1970), McCabe & Mrs. Miller (1971), và Nashville (1975) của ông đã được lưu trữ tại Viện lưu trữ phim quốc gia Hoa Kỳ. Altman là một trong số ít các nhà làm phim có phim giành được giải Gấu Vàng tại Berlin, giải Sư tử vàng tại Venice, và giải Cành cọ vàng tại Cannes.

## Sách tiểu sử
- Robert Altman Bibliography (via UC Berkeley)
- Rafal Syska, Keep the Distance. Film World of Robert Altman, Rabid, Cracow 2008. ISBN 978-83-60236-36-9